# イスカンダル無名氏の史書
『イスカンダル無名氏の史書』とは、ティムール朝において最初期に編纂された史書の一つ。書名・著者名ともに不明であるが、ティムール朝の王族イスカンダル（ティムールの子ウマル・シャイフの子）に献呈された史書であることは確実なため、研究者からは「イスカンダルに献呈された無名の著者の史書」として『イスカンダル無名氏の史書（ロシア語: аноним искендера）』と呼称されている。
イスカンダルがティムール朝第3代君主シャー・ルフに叛乱を起こして失脚すると、この書のイスカンダルを賛美する箇所等を改訂した史書が改めて編纂され、この改訂版は『ムイーン史選』と呼ばれた。『イスカンダル無名氏の史書』と『ムイーン史選』は内容が酷似するため、しばしば混同されることもある。

## 概要
ティムール朝の創始者ティムールの死後、数年にわたる権力闘争を制してティムール朝の君主となったシャー・ルフは自らの甥に当たるイスカンダルをファールスの総督に任じていた。ファールス総督時代のイスカンダルはパトロンとして多くの学術者・芸術家と親交を有しており、本書もまたイスカンダルの援助を受けた学術者によって編纂された史書であると考えられている。
本書の執筆目的については、本文中に「筆者の目的は、終末のため、この史書の終わりをサーヒブ・キラーン陛下（＝ティムール）の一門にして……神の代理、イスカンダルの諸情報と諸痕跡により終えることだったので、その目的のため、重要事の諸章をそれぞれ相応の場所に配置するだろう」と記される。この記述から、本書がイスカンダルの事蹟を記すために編纂され、その前段階としてイスカンダル登場までの歴史がまず叙述されたこと、そしてこの史書の最後にイスカンダルについて語られる予定であったことが分かる。本文中にはこれ以外にも繰り返しイスカンダルの事蹟を記す「続編（zayl）」が叙述される予定であることが言及されるが、結局「続編」は編纂されることなく終わったようで、現存していない。「続編」が編纂されなかったのは、イスカンダルがシャー・ルフに叛乱を起こして失脚し、この史書の著者がそれ以後シャー・ルフに仕えるようになったためと考えられている。そのため、本書の編纂時期はイスカンダルが叛乱を起こす直前、1414年前半であったと推測される。
内容としては、シーア派の立場から12イマームを特筆してウマイヤ朝君主をカリフと扱わない、イスラーム時代イランの諸王朝を古代イラン国家の王統に結びつけるなど、『選史』の影響が非常に大きいことが指摘されている。一方、「エジプトの諸王」としてアイユーブ朝やマムルーク朝の章を設けるなど、『選史』ほどイラン史に特化した内容にはなっていない。また、本書はその編纂目的上、ティムール - ウマル・シャイフ - イスカンダルという系譜に特別の敬意を払っており、これらの王族に関する記録は他の史書に見られない貴重なものが多い。一方、本書には「ティムールが生前イスカンダルを後継者に指名した」という史実と異なる記載も見られるが、これも言うまでも無くイスカンダルの願望を反映させたためであると考えられている。

## 内容
- 序章：天地創造からノアまでの預言者
- 1章：ペルシア諸王と同時代の王・予言者・賢人
  - 1節：ピーシュダード朝（神話上の王朝）
  - 2節：カヤーン朝（史実のアケメネス朝に相当する）
  - 3節：アレクサンドロス
  - 4節：アレクサンドロス後のギリシア人
  - 5節：イサクとヤコブの末裔
  - 6節：ダビデとその末裔
  - 7節：ヤロブアムとその末裔
  - 8節：アシュカーン朝（史実のアルサケス朝に相当する）
  - 9節：サーサーン朝
  - 10節：ローマの王
  - 11節：ギリシアの王
  - 12節：フランク人の王
  - 13節：ペルシア王と同時代のアラブの王
  - 14節：トゥッバウ・イエメン・アビシニアの王
  - 15節：ムハンマドの系譜
- 2章：ムハンマド・諸カリフ
  - 1節：ムハンマド
  - 2節：正統カリフ
  - 3節：フサイン以降の10人のイマーム
  - 4節：ファーティマ朝
  - 5節：偉大な教友
  - 6節：ウマイヤ朝
  - 7節：アッバース朝（アッバース朝と同時代のターヒル朝〜ホラズム・シャー朝史が含まれる）
- 3章：ティムールまでのテュルク・モンゴル史
  - 1節：中国でカアン位に就いた者達
  - 2節：ジョチの一族
  - 3節：チャガタイの一族
  - 4節：フレグ・ハーンの一族（イルハン朝末期のチョバン朝・ジャライル朝・ムザッファル朝史が含まれる）